# Алієва Мехрібан Аріф-кизи
Мехрібан Аріф кизи Алієва (азерб. Mehriban Arif qızı Əliyeva; нар. 26 серпня 1964, Баку) — азербайджанська державна, політична та громадська діячка; перший віцепрезидент Азербайджану (з 2017 року), дружина президента Азербайджану Ільхама Алієва.
Президент Федерації гімнастики Азербайджану, неодноразово обиралася депутаткою Міллі Меджлісу Азербайджану, керівниця робочої групи з азербайджано-французьких міжпарламентських зв'язків, президент Фонду Гейдара Алієва та Фонду друзів культури Азербайджану; амбасадорка доброї волі ЮНЕСКО (2004) та ІСЕСКО (2006), ООН, ОВК.

## Походження
Мехрібан Пашаєва народилася 26 серпня 1964 року в місті Баку в родині інтелігентів.

### По батькові
Її дід по батькові — азербайджанський письменник і літературознавець Мир Джалал Пашаєв. Він був родом з села Андабіль Іранського Азербайджану і в дитинстві з батьком переїхав до Гянджі. Надалі Мир Джалал став доктором філологічних наук (1947), професором (1948) і був удостоєний звання Заслуженого діяча науки Азербайджанської РСР (1969).
Батько Мехрібан Алієвої — Ариф Пашаєв в радянський час був співробітником Інституту фізики Академії наук Азербайджанської РСР, доктором фізико-математичних наук. Пізніше він став дійсним членом Національної академії наук Азербайджану (НАНА) і ректором Національної академії авіації.
Брат батька — Хафіз Пашаєв. Він також в радянський час був співробітником Інституту фізики АН Азербайджанської РСР, доктором фізико-математичних наук. В подальшому 13 років працював послом Азербайджану в США. Нині він ректор Азербайджанської дипломатичної академії. Його син Мир Джамал Пашаєв працював у системі Національного банку Азербайджану і Європейського банку реконструкції і розвитку, потім став головою Наглядової ради азербайджанських «PAŞA Bank» і «Kapital Bank».
Інший брат батька — Агіль Пашаєв працював директором готелю «Mariott Abşeron» і був одним з головних організаторів концертів команди «Хлопці з Баку», а його син Мир Джалал — голова Ради директорів страхової компанії ВАТ «Paşa Həyat Sığorta», складової частини «Pasha Holding».
Пашаєвих називають одним із найвпливовіших сімейних кланів Азербайджану — його представники займають високі пости в уряді і академічному співтоваристві, а також пов'язані з великим бізнесом в неенергетичному секторі азербайджанської економіки (будівництво, нерухомість, зв'язок, фінанси).

### По матері
Дід по матері — Насір Імангулієв, уродженець Баку, був відомим азербайджанським журналістом, засновником і головним редактором газети «Баку». Його дружина, Гевхар Султанзаде  походила з аристократичної родини міста Шемахи.
Мати Мехрібан Алієвої — Аїда Імангулієва, перша азербайджанська жінка-сходознавиця (арабістка) й докторка наук. Вона очолювала Інститут сходознавства Азербайджану, отримала звання доктора філологічних наук, професора (1991).
Рідна сестра Мехрібан Алієвої — Наргіз Пашаєва, доктор філологічних наук, професор, дійсний член НАН Азербайджану, віцепрезидент НАН Азербайджану, член Спілки письменників Азербайджану; ректор Бакинської філії Московського державного університету імені М. В. Ломоносова.

## Життєпис
У 1975 році Мехрібан Алієва знялася в ролі дівчинки Валіде у фільмі «Красномовний лист». У 1982 році вона із золотою медаллю закінчила Бакинську середню школу № 23. Навчалася на лікувально-профілактичному факультеті Азербайджанського державного медичного інституту ім. Н. Наріманова, потім продовжила навчання в Першому Московському медичному інституті імені І. М. Сєченова, який закінчила з червоним дипломом в 1988 році. За час навчання, в 1983 році, Мехрібан Алієва одружилася з Ільхамом Алієвим.

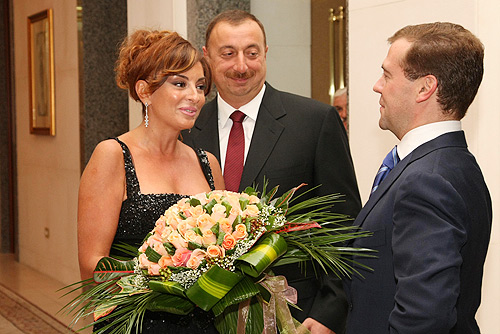
Родина Алієвих з Президентом Росії Дмитром Медведєвим у Фонді Гейдара Алієва. Баку, 2008 рік

В період з 1988 по 1992 рік Мехрібан Алієва працювала в Московському науково-дослідному інституті очних хвороб під керівництвом академіка Михайла Краснова. У 1995 році заснувала і очолила благодійний фонд «Друзі культури Азербайджану», а наступного року заснувала культурно-історичний журнал «Спадщина Азербайджану», що виходить на азербайджанською, російською та англійською мовами, і стала його редактором. Для більш широкої пропаганди азербайджанської культури в 1996 році Мехрібан Алієвою було засновано часопис «Азербайджан — Ірс», що видається трьома мовами (азербайджанською, російською, англійською).
У 2002 році Мехрібан Алієва була обрана президентом Федерації гімнастики Азербайджану. За її ініціативою Міжнародна федерація гімнастики ухвалила рішення провести чемпіонат світу 2005 року з художньої гімнастики в Азербайджані.

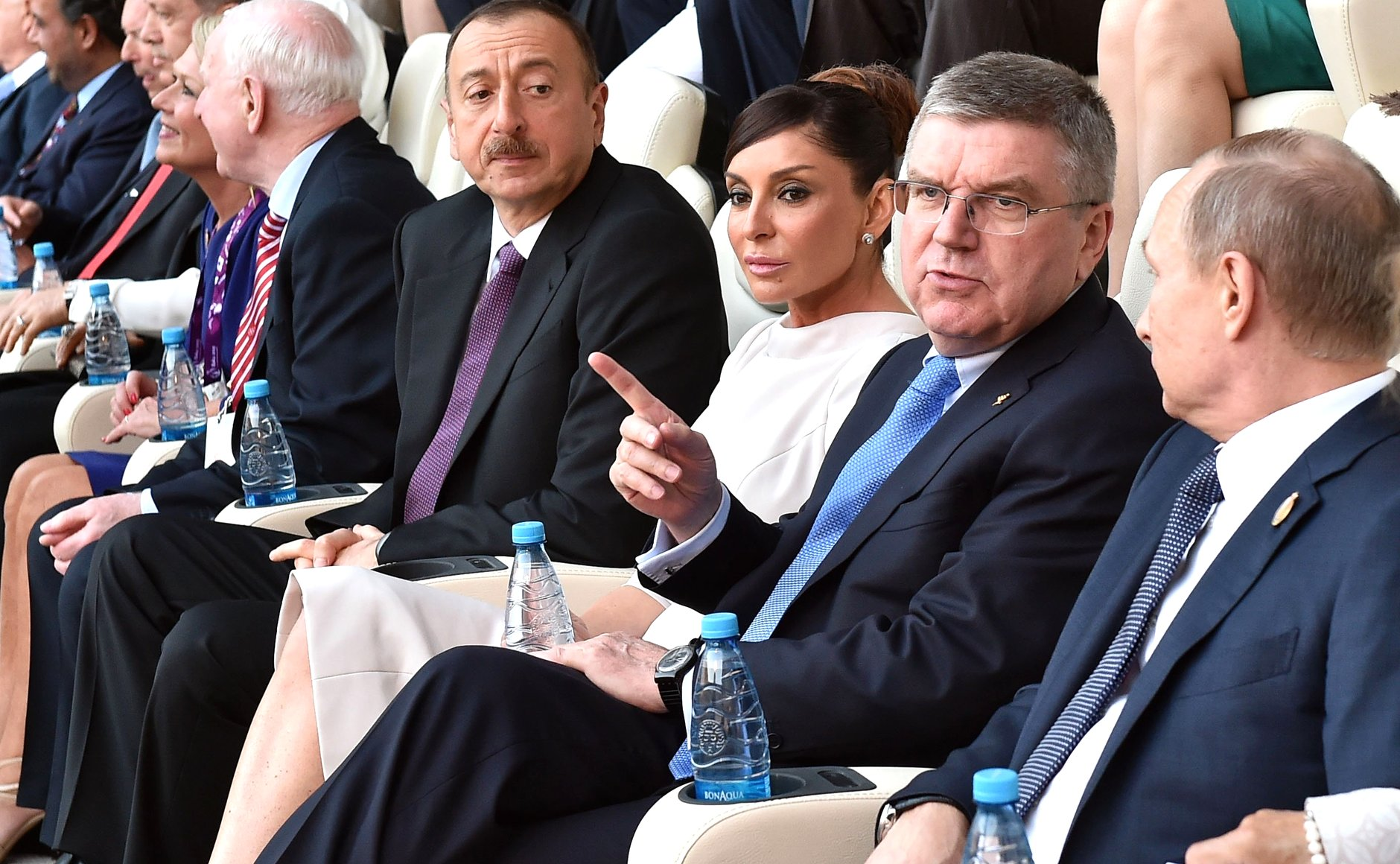
На відкритті Перших Європейських ігор у Баку, 12 червня 2015 року

Мехрібан Алієва — президент Фонду Гейдара Алієва з моменту його заснування (у 2004 році). У тому ж році вона була призначена амбасадоркою доброї волі ЮНЕСКО за підтримку фольклору та музичних традицій і була обрана до виконавчого комітету Національного олімпійського комітету Азербайджану. За діяльність в різних сферах, підтримку освіти та проєктів, що втілюються в життя в ісламському світі, 24 листопада 2006 року Мехрібан Алієва була удостоєна почесного звання Посла доброї волі ІСЕСКО. Вона також була головою національного комітету з проведення в Баку Перших Європейських ігор у 2015 році.
Мехрібан Алієва вперше балотувалася в депутатки Міллі Меджлісу Азербайджану в 2005 році від правлячої партії Новий Азербайджан і на минулих тоді виборах здобула перемогу, отримавши 92 % голосів.
У 2008 році за ініціативою Мехрібан Алієвої та за згоди Тамари Синявської в Баку, на Алеї почесного поховання, був похований радянський азербайджанський співак Муслім Магомаєв, який помер у Москві.
Вона стала ініціаторкою створення і була обрана президентом Міжнародного фестивалю „Світ мугама“ в Баку.

### Посада віцепрезидента

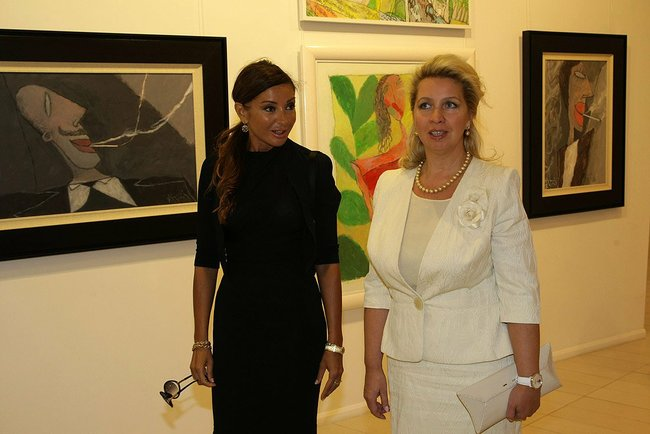
Мехрібан Алієва та Світлана Медведєва відвідують Музей сучасного мистецтва в Баку.

У вересні 2016-го в Азербайджані пройшов конституційний референдум, за підсумками якого, зокрема, президентський термін був збільшений з 5 до 7 років і була заснована посада першого віцепрезидента. Згідно з поправками, у разі уходу президента у відставку повноваження глави держави передаються першому віцепрезиденту, а не прем'єру, як раніше. 21 лютого 2017 року президент Азербайджану Ільхам Алієв призначив Мехрібан Алієву першим віцепрезидентом Азербайджану.
Ряд експертів вказують, що таким чином в Азербайджані формується неомонархія, і якщо Ільхам Алієв не зможе більше займати посаду президента, то його дружина перехопить управління державою, щоб потім зробити президентом їхнього сина Гейдара. Колишній посол США в Азербайджані Річард Казларич назвав призначення першої леді Азербайджану Мехрібан Алієвої на посаду першого віцепрезидента країни кроком у напрямку до монархії.
Азербайджанські ЗМІ, які тотально підконтрольні владі, сприйняли новину про призначення Мехрібан Алієвої виключно позитивно.

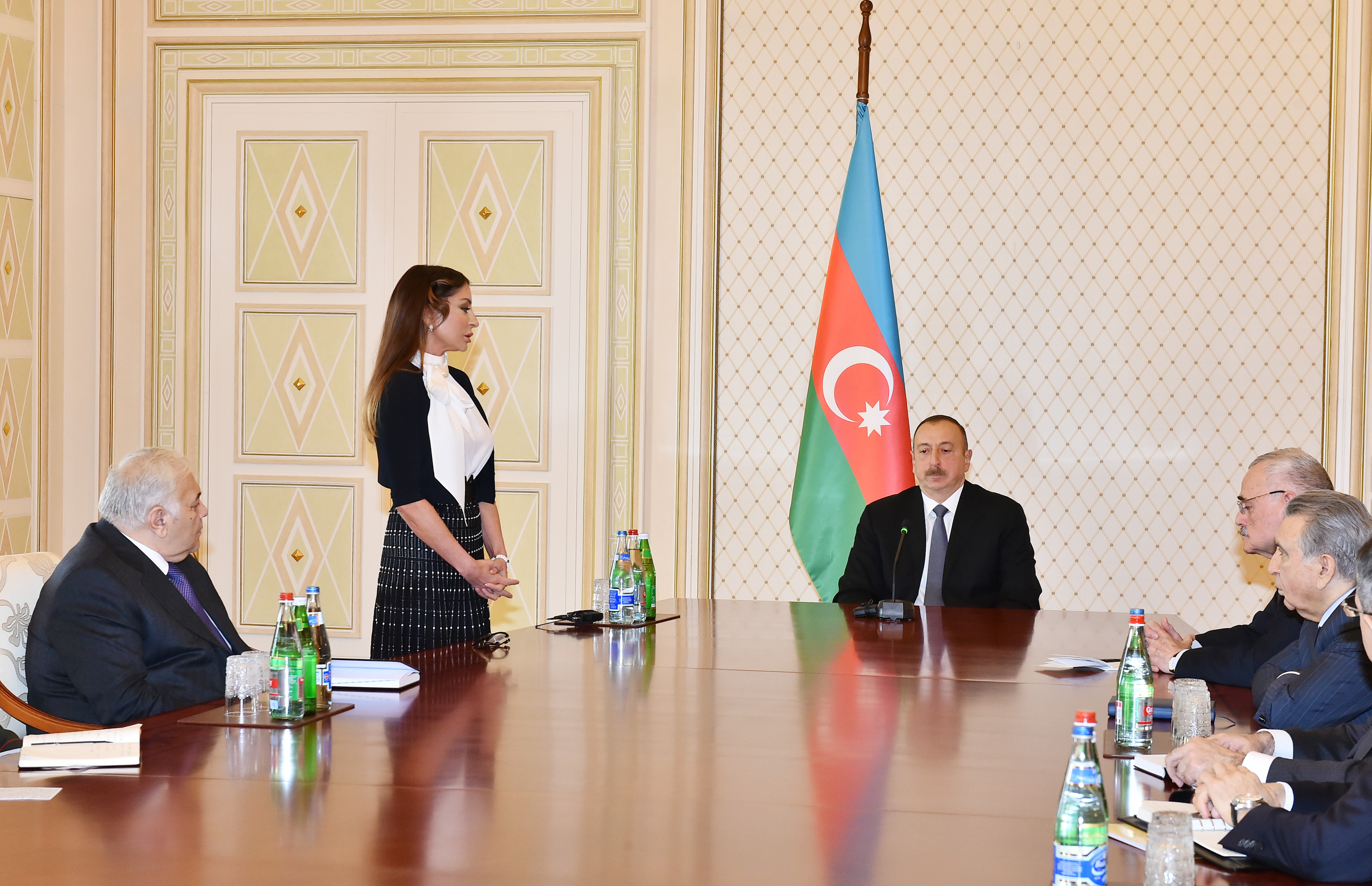
Мехрібан Алієва під час засідання Ради безпеки Азербайджану

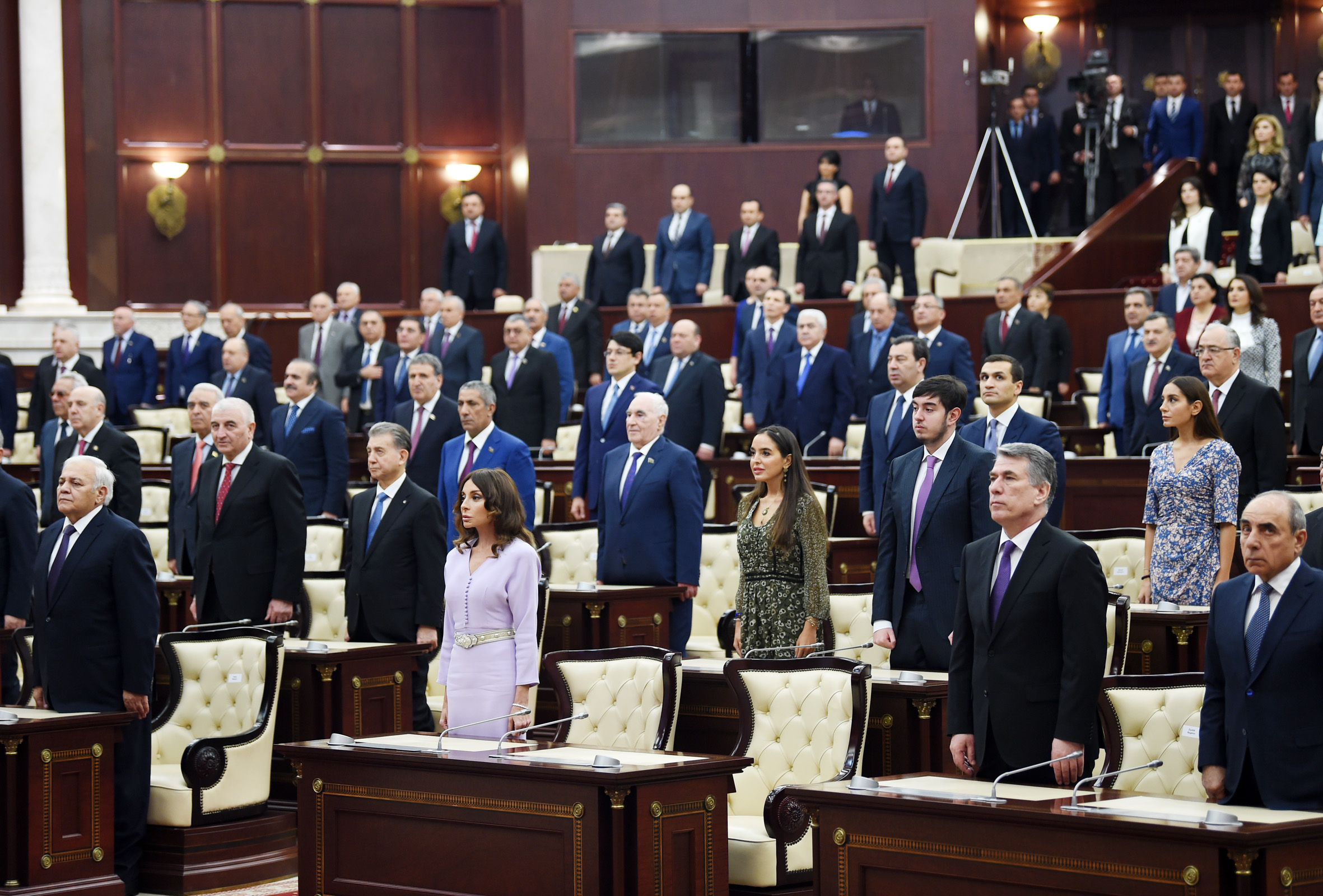
Мехрібан Алієва в азербайджанському парламенті під час інавгурації президента

У вересні 2018 року Мехрібан Алієва здійснила офіційний візит до Італії в рамках якого відбулася зустріч віцепрезидента з Папою Римським Франциском а також з головою Сенату Італійської Республіки Марією Елізабеттою Альберті Казеллаті. Також Алієва взяла участь у церемонії відкриття катакомб святого Себастьяна, які були відреставровані Фондом Гейдара Алієва.

## Особисте життя
У 1983 році Мехрібан Пашаєва стала дружиною Ільхама Алієва, сина тодішнього першого заступника Голови Ради Міністрів СРСР Гейдара Алієва. У цьому шлюбі народила трьох дітей.

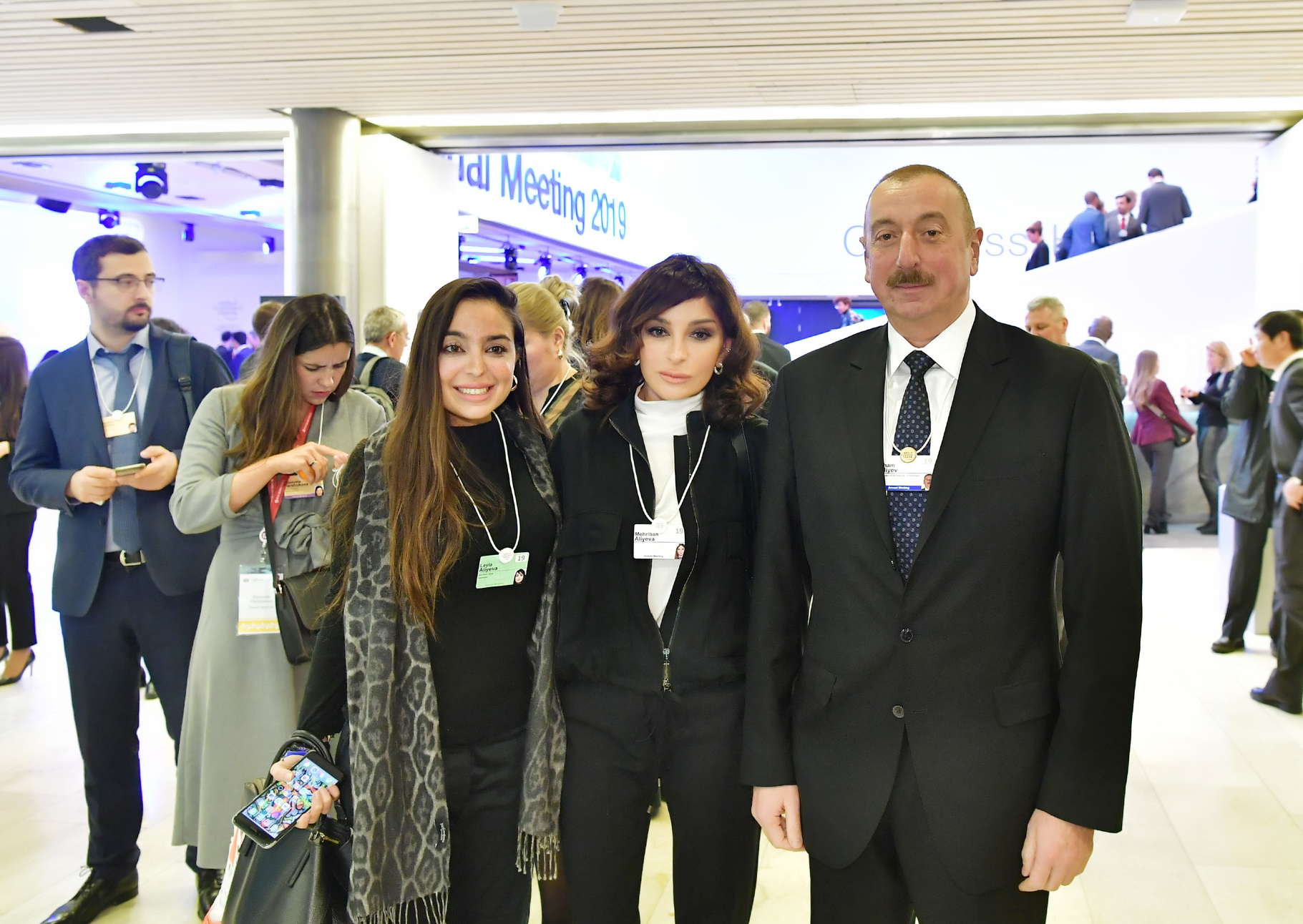
Алієва з чоловіком та донькою Лейлою в Давосі

- Старша дочка — Лейла народилася в 1984 році в Москві; одружувалась з підприємцем і музикантом Еміном Агаларовим. Від цього шлюбу у неї двоє синів-близнюків: Алі і Микаїл. Лейла Алієва — президент Федерації йоги Азербайджану[29], віцепрезидент Фонду Гейдара Алієва, головний редактор журналу „Баку“.
- Молодша донька Арзу народилася в 1989 році в Баку[30]. У 2011 році стала дружиною Самеда Курбанова, сина підприємця і одного з засновників Всеросійського Азербайджанського Конгресу Айдина Курбанова[31], у шлюбі з яким народила сина Айдина[30].
- Син Гейдар народився в 1997 році в Лондоні[32].

Мехрібан Алієва любить готувати. У 2015 році разом із членами своєї родини вона здійснила умру (малий хадж) до Мекки.

## Звинувачення у корупції
Родину Алієвих неодноразово звинувачували в масштабній корупції. У резолюції від 10 вересня 2015 року Європейський парламент ЄС закликав владу провести ретельне розслідування звинувачень у корупції проти Ільхама Алієва і членів його сім'ї. Спільне журналістське розслідування OCCRP та РадіоАзадлиг з'ясувало що сім'я Алієвих контролює будівельну компанію „Azenco“, яка отримує багатомільйонні контракти, фінансовані з державного бюджету — зокрема, на будівництво концертного залу „Crystal Hall“, де в 2012 році проводився конкурс Євробачення, будівництво площі державного прапора тощо.

### Діти-мільйонери
Як повідомляють журналісти азербайджанської редакції РС/РВЄ, посилаючись на „The Washington Post“, у 2011 році 14-річний син Мехрібан — Гейдар — став власником 9 розкішних  маєтків в Дубаї. Маєтки були придбані приблизно за 44 мільйони доларів. Дочки Лейла та Арзу також мають нерухомість в Дубаї, зареєстровану на їх ім'я. Сукупна вартість нерухомості, що належить дітям Алієвих, оцінюється в 75 млн доларів.
Згідно з результатами розслідування, проведеного журналістами азербайджанської редакції РС/РВЄ, Лейла і Арзу, мабуть, контролюють азербайджанську компанію стільникового зв'язку „Azerfon“.
Арзу є співвласницею Silk Way Bank — „кишенькового“ банку холдингової компанії SW Holding, у власність якої в ході приватизації перейшли численні сервісні служби державної авіакомпанії AZAL.

## Нагороди та визнання

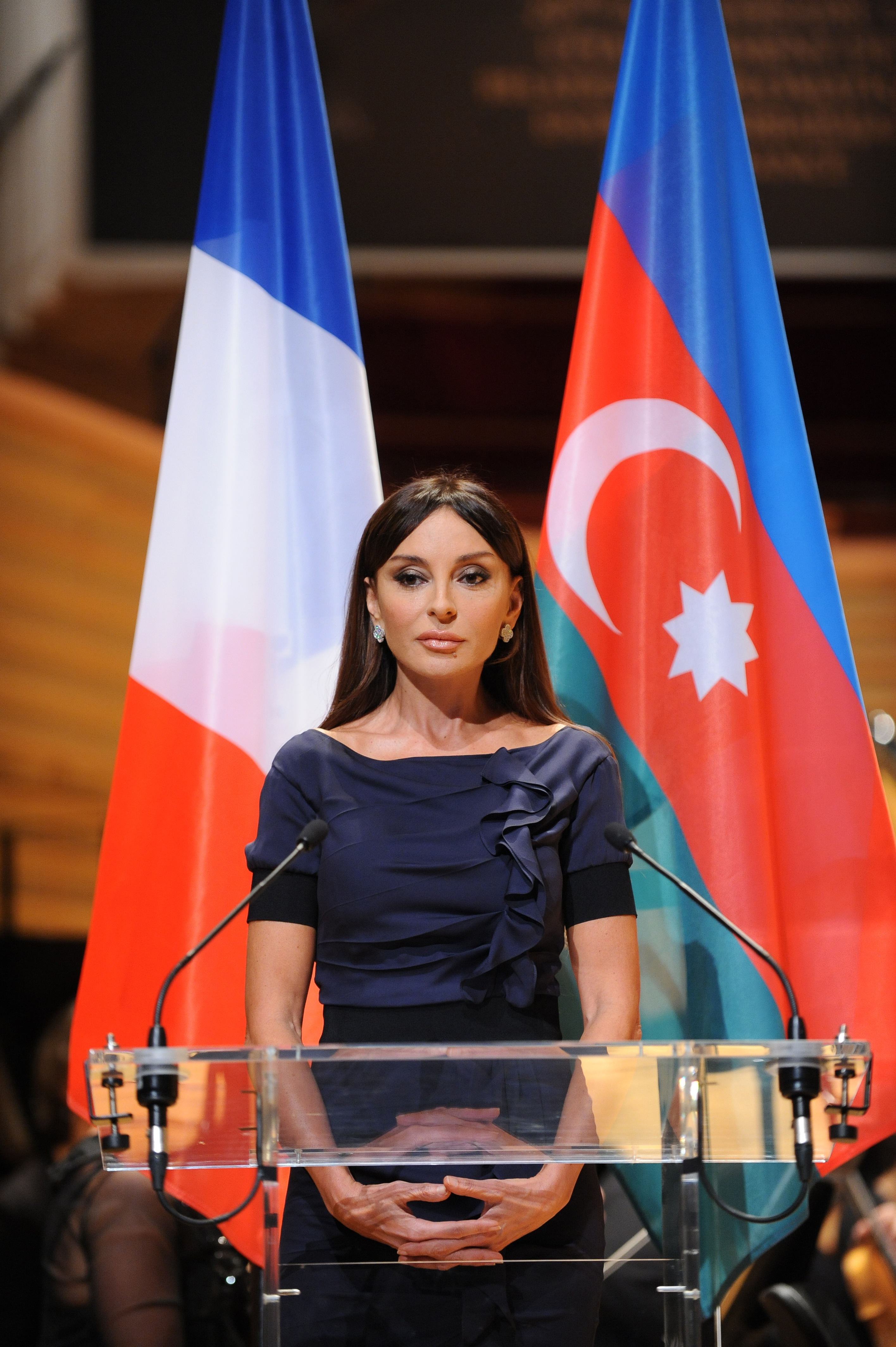
Мехрібан Алієва під час свого візиту до Франції.

### Ордени та медалі
- Орден Гейдара Алієва[42]
- „Hilal-e Pakistan“ — найвищий орден Пакистану[43]
- Великий командорський хрест ордена Заслуги Республіки Польща[44]
- Офіцер ордена Почесного легіону (2010)[45]
- Стрітенський орден II ступеня (Сербія, 2015)[46]
- Золота Медаль Моцарта» ЮНЕСКО (2010)[47]
- Золота медаль міжнародного форуму «Кранс Монтана» (2011)[1]
- Президентський орден Сяйво (Грузія, 2013)[48]
- Орден «За заслуги перед Астраханської областю»[49]
- Орден «Рубіновий хрест» російського міжнародного благодійного фонду «Меценати століття» (2005)[1]
- Орден святої рівноапостольної княгині Ольги II ступеня (2017)[50]
- Командор ордена Заслуг (Угорщина, 2016)[51]
- Кавалер Більшого хреста Ордена «За заслуги перед Італійською республікою»[52] (2018)
- Медаль «Узеїра Гаджібейлі»[53] (2019)

### Премії та призи
- Премія «Золоте серце» (2007)[1]
- Премія «Роза світу» Міжнародного фестивалю камерної музики в Ніагарі (Канада) (2008)[1]
- Міжнародна премія «Caspian Energy Integration Award»
- Премія ВООЗ «За виняткові заслуги в охороні та зміцненні здоров'я матері, дитини і сім'ї»[54]
- Премія Гейдара Алієва (2009)[1]
- Міждержавна премія СНД «Зірки Співдружності» (2012)[1]
- «Prix de la Fondation» міжнародного форуму «Кран Монтана» (2012)[1]
- «Людина 2005 року» згідно з Фонду національного героя Чингіза Мустафаєва та групи компаній ANS[1]

### Почесні звання
- У 2011 році оголошена Першою леді року в Туреччині[1]
- Звання почесного професора Медичного університету імені І. М. Сеченова.